# Flodkräfta
Flodkräftan (Astacus astacus) kallas även bredkloig kräfta.

## Utseende
Flodkräftan är ett av Europas största kräftdjur. Hanen kan bli upp till 18 centimeter lång och väga 350 gram; honan är något mindre. Färgen på kräftan är oftast svart, men stora färgvariationer förekommer. Kokad som livsmedel övergår färgen till röd.
För en mer ingående beskrivning av den anatomiska uppbyggnaden, se artikeln "flodkräftans anatomi".

### Könsbestämning
Att avgöra om det är en honkräfta eller hankräfta går tämligen enkelt att se om man vänder på kräftan och tittar precis där kroppen slutar och stjärten tar vid. På hannar finns här ett par små ”extraben”, dessa saknas helt på honor. För en van betraktare går det även att bestämma könet genom att jämföra stjärten och klorna, honor har bredare stjärt och hannarna större klor.

## Utbredning
Det ursprungliga utbredningsområdet sträcker sig från Finland, Sverige och Norge till Frankrike, centrala Europa, Balkanhalvön och Grekland samt till västra Ryssland och västra Ukraina. I Italien, norra Spanien, England, Cypern, Turkiet och Marocko blev flodkräftan troligtvis introducerad.

## Ekologi

### Habitat
Kräftor förflyttar sig vanligtvis gående på vattendragets botten. De kan emellertid inte simma högre upp i vattenmassan än någon decimeter ovan bottensedimentet, och endast korta sträckor.
Flodkräftan gömmer sig gärna under stenar, rötter, vattenväxter och träbitar som ligger i vattnet.

### Biotop
Flodkräftan förekommer i sötvatten i sjöar och strömmande vattendrag.

### Beteende
Den är allätare, och äter också gärna as, men undviker det om det är ruttet eller skämt. Den är revirhävdande, och företrädesvis skymnings- och nattaktiv. För att undkomma fiender kan den snabbt förflytta sig baklänges genom slag med sin kraftiga stjärt.

### Lek
Parningen sker under september - oktober då det börjar bli kallt i vattnet. Honan bär de befruktade äggen under stjärten till nästa sommar. Inget larvstadium förekommer utan vid kläckningen liknar ungen en liten fullvuxen individ. Hanar blir könsmogna vid 2–5 år och honor vid 2–6 år, beroende på var i landet kräftorna befinner sig.

## Status och hot

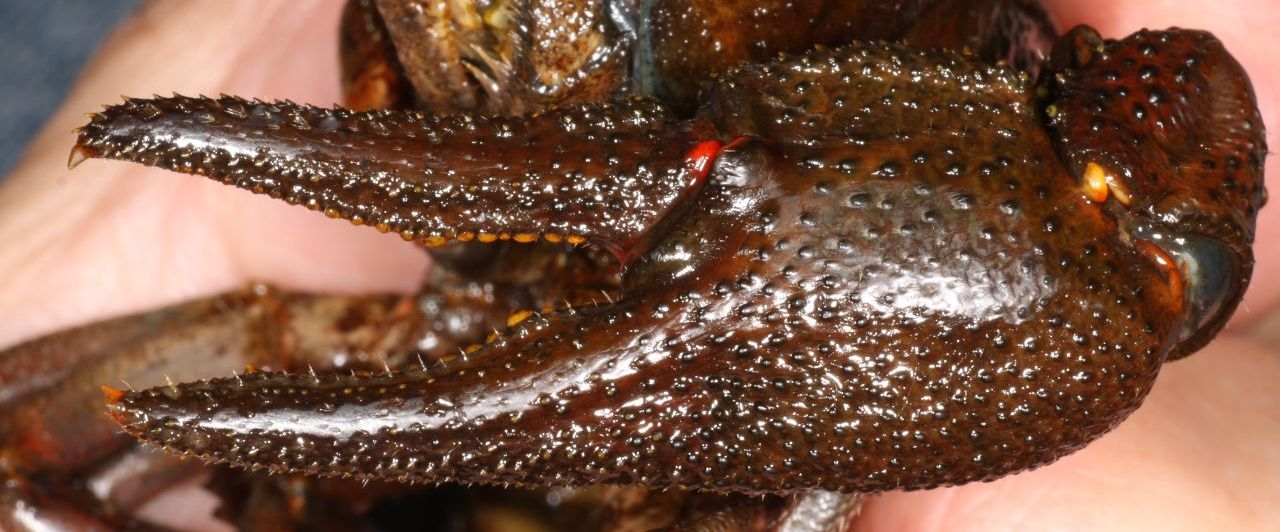
Flodkräftans klo har inte signalmärke

I Sverige är flodkräftan rödlistad och starkt hotad av kräftpesten. Kräftpesten sprids främst genom illegala utsättningar av signalkräfta. Signalkräftan är bärare av kräftpest, men behöver inte nödvändigtvis insjukna. Det är en missuppfattning att signalkräftan skulle vara immun; det händer emellanåt att även bestånd av signalkräfta slås ut av kräftpest.
I 2005 års rödlista upptogs flodkräftan som starkt hotad. I 2010 och 2015 års rödlista anges den som akut hotad.
Kräftpesten kom första gången till Sverige med import av ett smittat bestånd flodkräftor från Finland. När dessa kräftor började att insjukna och dö dumpades hela beståndet i Hjälmaren som då var ett av Sveriges bästa kräftvatten. På senare tid har en mer aggressiv variant av kräftpest kommit till Sverige via de satsningar på odling av signalkräfta som gjordes under 1980-talet. Det är den varianten av kräftpest som nu sprider sig mycket snabbt genom utplantering av signalkräftor. En smittad flodkräfta insjuknar och dör inom någon/några veckor. 
Signalkräftan är smittbärare av kräftpest men är mer resistent mot sjukdomen. Det är förbjudet att plantera ut signalkräftor i Sverige men detta görs ofta ändå. För att komma tillrätta med problemet kan särskilda områden utlysas som skyddsområden för flodkräfta. Inom skyddsområdet råder stränga föreskrifter om rengöring av båtar och fiskeredskap. Försurningen och rensningar av vattendrag är ett annat hot mot flodkräftan.
Fiskeriverket och Naturvårdsverket har tagit fram ett åtgärdsprogram för flodkräfta för att rädda arten i Sverige. Den viktigaste åtgärden är att stoppa illegala utsättningar av signalkräfta.

## Kemi
Astaxantin, C40H48O4, är ett rött färgämne, en karotenoid, som har viss kemisk likhet med vitamin A. Astaxantin är mörkt hos levande kräftor eftersom det är bundet till proteiner i kräftans skal, men vid kokning frigörs det från proteinet och får då sin röda färg.

## Bygdemål
| Namn    | Trakt                                                  | Ref.  |
| ------- | ------------------------------------------------------ | ----- |
| Kräveka | Dalsland, Närke, Västergötland, Värmland, Östergötland | [ 7 ] |